# Anna Louisa Geertruida Bosboom-Toussaint
Pour les articles homonymes, voir Toussaint (homonymie).
Anna Louisa Geertruida Bosboom-Toussaint (née le 16 septembre 1812 à Alkmaar et morte le 13 avril 1886 à La Haye) est une écrivaine néerlandaise.

## Biographie
Geertruida Toussaint est née à Alkmaar, aux Pays-Bas ; son père, un pharmacien d'origine huguenote, lui prodigue une bonne éducation. Elle s'intéresse à la recherche historique, contrainte à une vie en intérieur, du fait de sa santé fragile. Elle obtient une diplôme d'institutrice en 1833 et prend un poste de gouvernante, dans une famille de Hoorn jusqu'en 1835, où elle retourne à Alkmaar. Elle se consacre à l'écriture, et publie son  premier roman, Almagro, en 1837, suivi du roman historique, De graaf van Devonshire (Le Comte du Devonshire), en 1838, De Engelschen te Rome (Les Anglais à Rome) en 1840, et Het Huis Lauernesse (La Maison  Lauernesse) en 1841, qui raconte un épisode de la Réforme, et qui est traduit en plusieurs langues. Ces récits s'inscrivent généralement dans le contexte historique de la Réforme aux Pays-Bas, et sont documentés.
Elle consacre dix ans de sa vie (1840-1850) à des recherches historiques, qui sont publiées entre 1851-1854 à travers trois romans traitant de la vie du premier comte de Leicester, Robert Dudley, aux Pays-Bas. En 1851, elle épouse le peintre néerlandais Johannes Bosboom (1817-1891), et est alors connue en tant que Madame Bosboom-Toussaint.
Après 1870, Geertruida Bosboom-Toussaint abandonne le roman historique et écrit des romans se focalisant sur la société aristocratique et bourgeoise du dix-neuvième. Delftsche Wonderdokter, paru en 1871, et Majoor Frans, paru en 1875, n'a que peu de succès, en comparaison de ses œuvres antérieures. Majoor Frans est toutefois traduit en anglais en 1885. Elle meurt à La Haye le 13 avril 1886.

## Publications
- Almagro (1837)
- De Graaf van Devonshire: romantische épisode uit de jeugd van Elisabeth Tudor (1838)
- Engelschen te Rome: romantische épisode uit de regering van paus Sixtus V (1839)
- Het huis Lauernesse (1840)
- Lord Edward Glenhouse (1840)
- De prinses Orsini (1843)
- Eene kroon voor Karel den Stouten (1842)
- De graaf van Leycester in Nederland (1846)
- Mejonkvrouwe De Mauléon (1848)
- Don Abbondio II (1849)
- Het huis Honselaarsdijk in 1638 (1849)
- De vrouwen van het Leycestersche tijdvak (1850)
- Media-Noche: een tafereel uit den Nijmeegschen vredehandel, 1678 (1852)
- Gideon Florensz: romantisch-historische épisode uit het laatste tijdperk van Leycesters bestuur in Nederland (1854)
- Graaf Pepoli: de roman van een rijke edelman (1860)
- De triomf van Pisani (1861)
- De verrassing van Hoey in 1595 (1866)
- De Delftsche wonderdokter (1871)
- Majoor Frans (1875)
- Raymond de schrijnwerker (1880)
- Volledige romantische werken (1885–1888)

Ses œuvres sont publiées jusqu’en 1851 sous le nom A.L.G. Toussaint. Après son mariage avec Johannes Bosboom, les nouvelles publications et les rééditions d’œuvres antérieures portent le nom de A.L.G. Bosboom-Toussaint.